# Sainte-Marie, Cantal
Sainte-Marie är en kommun i departementet Cantal i regionen Auvergne-Rhône-Alpes i mitten av Frankrike. Kommunen ligger  i kantonen Pierrefort som ligger i arrondissementet Saint-Flour. År 2022 hade Sainte-Marie 103 invånare.

## Befolkningsutveckling
Antalet invånare i kommunen Sainte-Marie
Referens:INSEE